# Henuttawy D
Đối với những người có cùng tên gọi, xem Henuttawy.
Henuttawy D (hay Henettawy D), là một công nương sống vào thời kỳ Vương triều thứ 21 trong lịch sử Ai Cập cổ đại.

## Thân thế

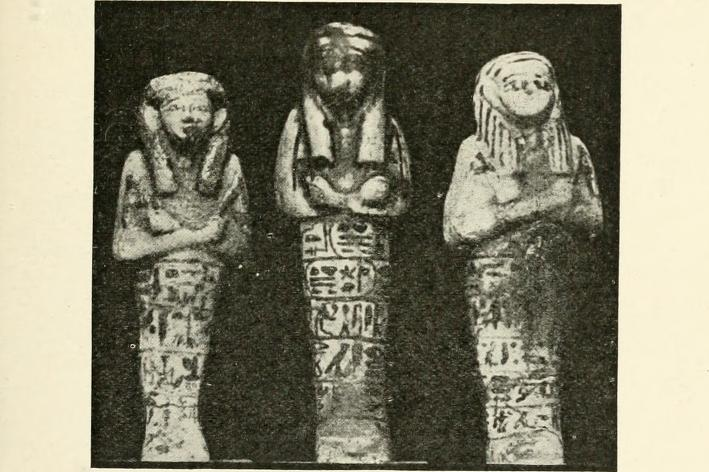
Tượng shabti của Henuttawy D (giữa).

Henuttawy D là con gái của Pinedjem II, một Đại tư tế của Amun đã cai trị toàn bộ Thượng Ai Cập vào thời điểm đó; mẹ của Henuttawy D có lẽ là Isetemkheb D, chị em ruột với chính Pinedjem II. Những người con của Isetemkheb D không được chứng thực rõ; họ có thể là Psusennes II (Pharaon cuối cùng của Vương triều thứ 21, chỉ cai trị Hạ Ai Cập); Harweben và Maatkare, hai "Kỹ nữ của Amun". Nếu đúng là vậy, họ sẽ là những anh chị em ruột với Henuttawy D.

## Chứng thực
Thời kỳ Vương triều thứ 21 có khá nhiều người phụ nữ mang cái tên Henuttawy. Một vài bức tượng shabti bằng gốm xanh được tìm thấy có khắc cái tên Henuttawy này cùng với danh hiệu "Nữ tư tế của thần Amun". Các nhà Ai Cập học cho rằng, những bức tượng này thuộc về Henuttawy A, tức Duathathor-Henuttawy, chánh phi của Pinedjem I; nhưng Henuttawy A lại không mang danh hiệu này. Vì vậy, chủ nhân của những bức tượng shabti này phải là một Henuttawy khác, và đã được cho là của Henuttawy D. Những bức tượng này được lưu giữ rải rác tại nhiều bảo tàng trên thế giới.